# Mr. Logan, U.S.A.
Mr. Logan, U.S.A. (o Jim Logan, U.S.A.) è un film muto del 1918 diretto da Lynn F. Reynolds. Il regista firmò anche la sceneggiatura, basata su un soggetto di Jay Coffin. La sceneggiatura, presentata per la registrazione al copyright, portava il titolo Mysterious Logan.

## Produzione
Il film fu prodotto dalla Fox Film Corporation.

## Distribuzione
Distribuito dalla Fox Film Corporation (come Fox Victory Pictures) e presentato da William Fox, il film uscì nelle sale cinematografiche USA l'8 settembre 1918.